# تشيت كليمنس
تشيت كليمنس (بالإنجليزية: Chet Clemens)‏ هو لاعب كرة قاعدة أمريكي، ولد في 10 مايو 1917 في سان فيرناندو في الولايات المتحدة، وتوفي في 10 فبراير 2002 في سان كليمينتي في الولايات المتحدة.

## وصلات خارجية
- تشيت كليمنس على موقعبيزبول رفرنس.كوم (الدوري الرئيسي) (الإنجليزية)
- تشيت كليمنس على موقعبيزبول رفرنس.كوم (الدوري الثانوي) (الإنجليزية)